# Rhyothemis fuliginosa
Rhyothemis fuliginosa is een libellensoort uit de familie van de korenbouten (Libellulidae), onderorde echte libellen (Anisoptera).
De soort staat op de Rode Lijst van de IUCN als niet bedreigd, beoordelingsjaar 2007, de trend van de populatie is volgens de IUCN stabiel.
De wetenschappelijke naam Rhyothemis fuliginosa is voor het eerst geldig gepubliceerd in 1883 door Selys.